# 신현준 (군인)
신현준(申鉉俊, 1915년 10월 23일 ~ 2007년 10월 15일)은 대한민국의 군인, 정치가, 외교관이다. 본관은 평산(平山)이다. 창씨개명 당시의 일본식 이름은 우다가와 요시히토(宇田川義人)이다.

## 생애
일제 강점기에 만주국으로 유학, 봉천군관학교를 졸업하고, 만주국군 중에서도 항일 조직을 소탕하는 부대인 간도특설대 장교로 근무하였다. 이 경력으로 친일반민족행위자로 규정됐다.
해방 후 귀국하여 1946년 조선해안경비대의 장교로 근무했으며, 대한민국 정부 수립 후 해병대 창설을 주도하였다. 1949년부터 1953년까지 대한민국 해병대의 초대 사령관을 역임하였다.
경상북도 김천군에서 출생하였으며 지난날 한때 황해도 평산군에서 잠시 유아기를 보낸 적이 있는 그는 그 후 부모를 따라 1919년 2월 만주로 이주하여 장춘(長春)과 하얼빈 근처 농촌을 전전하며 성장했다. 1928년 1월 빈민구제기관인 하얼빈의 인화료(仁和療)로 가족이 모두 이주했다. 1932년 2월 하얼빈 보통학교 고등과를 중퇴하고 만주 파견군 14사단 사령부의 사단참모 다데이시(立石方亮) 대위의 전속 통역으로 종군하였다. 1934년 2월 14사단 작전참모 세키하라(關原六) 대좌의 권유로 만주군 제5관구 고문부(顧問部)에서 1935년 3월까지 통역으로 근무했다. 1935년 3월부터 세키하라 대좌의 후견 아래 청더(承德)에 있는 만주국군 보병 제34단 본부에 배속되어 단장을 수행하면서 통역을 담당했다. 일본이 만주에 세운 봉천군관학교에 1936년 4월 입학하였다. 졸업한 후에는 만주국군 중에서도 항일 조직인 동북항일연군의 김일성 부대를 소탕하는 간도특설대 대위로 근무했으며, 이때 중위인 박정희보다 상관으로 같은 부대에 있었다.
부모를 따라 1919년 2월 만주로 이주해 장춘(長春)과 하얼빈 근처 농촌을 전전하며 성장했다. 생계가 어려워지자 1928년 1월 빈민구제기관인 하얼빈의 인화료(仁和療)로 가족이 모두 이주했다. 1932년 2월 하얼빈 보통학교 고등과를 중퇴하고 만주 파견군 14사단 사령부의 사단참모 다데이시(立石方亮) 대위의 전속 통역으로 종군하였다. 1934년 2월 14사단 작전참모 세키하라(關原六) 대좌의 권유로 만주군 제5관구 고문부(顧問部)에서 1935년 3월까지 통역으로 근무했다. 1935년 3월부터 세키하라 대좌의 후견 아래 청더(承德)에 있는 만주국군 보병 제34단 본부에 배속되어 단장을 수행하면서 통역을 담당했다. 1936년 6월 만주국의 봉천군관학교에 입학해고 1937년 9월 제5기로 졸업했다. 1937년 10월부터 박격포중대에서 견습 군관으로 복무한 뒤, 같은 해 12월 보병소위로 임관했다. 이해 말 대각진(大閣鎭) 부근에서 이장명(李長明)이 이끄는 항일 빨치산 부대를 진압하기 위하여 배장(排長 : 소대장)의 한 사람으로 작전에 참가했다. 1938년 4월 제5군관구 제5교됴내 예하 보병 제5사단 제6련에 배치되었다. 1938년 12월 1일부터 제6관구 옌지(연길)지구사령부에 부임해 간도특설대 창설요원으로 활동했다. 일본인 군관 7명, 조선인 위관 9명과 조선인 사관 9명을 먼저 선발하여 같은 해 12월 15일 제1기 지원병 입대식으 열었다. 모두 7기까지 모집한 간도특설대는 총인원 740명 중에서 하사관과 사병 전원, 그리고 군관 절반 이상이 조선인이었다. 간도특설대는 일제의 패망으로 해산할 때까지 동북항일연군과 팔로군을 모두 108차례 공격했다. 이들에게 살해된 항일무장세력과 민간인은 172명에 달했으며, 그 밖에 많은 사람이 체포되거나 강간· 약탈 ·고문을 당하였다.
1940년 우다카와 요시히토(宇田川義人)로 창씨개명하였다. 같은 해 11월 국경사변종기장(國境事變從軍記章)을 받았다. 같은 해 12월 훈춘농업고등학교와 훈춘협화회 산하 청년훈련소에 배속장교가 되었다. 1941년 3월 중위로 승진하였다. 1942년 2월 안투현(安鬪縣) 청년훈련소 배속장교로 전임해 근무하다가 1943년 4월 간도특설대로 원대복귀하였다. 이후 간도특설대 기박련(機迫連 : 기관총 박격포 중대)에서 백선엽 소위(봉천군교 9기)와 함께 근무했다. 1943년 12월 간도특설대는 중국공산당 산하의 팔로군 토벌작전을 지원하라는 만주국 치안부의 명령을 받고 러허방면으로 출동했다. 1944년 3월 1일 대위로 진급했다. 같은 해 8월 만주국군 보병 제8단 제6연장(連長 : 중대장)으로 임명되었다. 보병 제8단에는 박정희· 이주일 ·방원철 등이 장교로 복무하고 있었다. 신현준이 이끄는 제6련은 팔로군과 교전했다.
만주군 간도특설대 장교 근무 경력으로 인해 2008년 민족문제연구소에서 친일인명사전에 수록하기 위해 정리한 민족문제연구소의 친일인명사전 수록예정자 명단 중 군 부문에 포함되었으며 2009년 친일반민족행위진상규명위원회가 발표한 친일반민족행위 705인 명단에도 포함되었다. 간도특설대는 만주국 북부에 있던 사회주의 계열 민족 해방세력인 팔로군, 동북항일연군, 조선의용대와 만주 북서부에 잔존해 있던 대한독립군단을 토벌하기 위한 특수 목적을 띈 독립군 토벌 부대였다. 간도특설대가 살해한 항일무장세력과 민간인은 172명에 달한다. 강간·약탈·고문을 당한 이들도 적잖다.
일제가 패망한 후, 8월 17일 일본인과 신현준을 비롯한 조선인 장교들은 제8단의 군인들에 의해 직위 해임되고 무장해제를 당하였다. 제8단 제3영 예하 제7련으로 전속되어 9월 미윤(密雲)으로 이동한 후 제8단을 떠나 박정희·이주일 등과 함께 베이핑(北平 : 베이징)으로 갔다. 이곳에서 광복군 제3지대 핑진(平津)대대에 들어가 대대장으로 활동했다. 당시 이주일은 제1중대장을, 박정희는 제2중대장을 맡았다. 1946년 5월 6일 미군 수송선을 타고 8일 부산항에 도착했다. 봉천군관학교 동기생 정일권의 권유로 해안경비대총사령부 견습사관으로 입대했다. 12월 한국군 중위로 정식 임관했다. 1947년 9월 해병소령으로 진급하면서 동시에 부산기지 사령관에 임명되었다. 1948년 5월 조선해안경비대 진해특설기지참모장을 역임했으며, 같은 해 10월 여순사건이 일어나자 해군함정 4척을 이끌고 여수항 일대를 점령한 다음, 해상에서 저항세력을 진압했다. 1949년 4월 15일에 약 380명의 병력으로 해병대가 창설될 때 초대사령관을 맡았다. 당시 계급은 중령이었다. 신현준은 박정희를 비롯하여, 정일권, 백선엽, 이한림, 김석범, 원용덕, 김창룡 등과 함께 국군 내의 대표적인 만주군 인맥이었다.
한국 전쟁 중 인천 상륙 작전과 도솔산 전투 등에서 해병대가 전과를 올리는 데 공을 세웠고, 1953년 해병대 사령관 임기를 마친 뒤 새로 창설된 해병대 제1여단(현 해병대 제1상륙사단)의 초대 여단장을 맡았다.
국방부 차관보를 거친 뒤 1961년 해병 중장으로 예편하였으며, 이후 초대 모로코 대사와 초대 바티칸 대사를 지냈다. 제5대 세계반공연맹 사무총장도 역임했다. 유해는 대전현충원 장군묘역에 있다. 장군1-273
2004년 4월 해병대 창설 55주년을 기념해 해병대 발전기금으로 1억원을 기탁했다. 해병대사령부는 이 기금을 토대로 해병대 발전과 인재양성을 위한 '신현준 장학회'를 설립해 운영하고 있다.
유가족으로 장남 신옹목 등 2남4녀가 있다.

## '해방 후 광복군'과 박정희 비밀공작원설
박정희가 만주군에 있을 당시 비밀리에 광복군 활동을 했다는 설이 있으나, 박정희와 함께 근무했던 신현준이 광복군의 존재 자체를 광복 후 베이징으로 이동할 때까지 전혀 모르고 있었다. 보병8단 시절 광복군과 비밀리에 관련을 맺었다는 것은 사실무근이다"고 증언한 바 있다. 신현준의 증언은 박정희 비밀광복군설에 대한 중요한 반박의 근거로 사용되고 있다.
해방 직후 북경에는 광복군 출신, 학도병 출신 등 수많은 조선 청년들이 집결하였다. 그 숫자가 대략 400여 명에 달했는데 만주군 대위 출신은 신현준과 중위 출신의 박정희 전 대통령도 있었다. 임시정부는 동북반사처(辦事處) 최용덕 처장을 보내 이들에게 임시거처를 마련해주었다. 그러고는 이들을 임시로 김학규 광복군 3지대장 휘하로 편입시켰다. 이때 신현준과 박정희는 만주군 장교 경력을 인정받아 3지대 1대대장과 2중대장을 각각 맡았다. 이들은 모두 '해방 후 광복군'이다.
박정희처럼 고등교육을 받은 일본군 장교는 “(세력 확장을 위해) 일본군 출신 조선인들을 광복군에 적극 편입한다”는 한국독립당의 방침에 따라 광복군에 적극 편입됐다. 염인호 서울시립대 교수(사학)가 쓴 논문 ‘해방 후 한국독립당의 중국 관내지방에서의 광복군 확군활동’을 보면, ‘박정희처럼 해방 이후 확군된 병사의 수는 베이징 1300여명, 난징 800여명, 상하이 1300여명 등’인 것으로 나타난다.
박정희가 소속된 광복군 부대는 아마도 북평잠편지대일 것으로 보이는데, 일부 증언에는 제3지대 주평진대대(駐平津大隊)라고도 한다. 평진이란 북평과 천진에서 따온 말이다. 이 부대의 대대장은 박정희와 같이 근무한 신현준이었고 신현준은 광복군의 존재를 해방 이전에는 알지 못했다고 회고했다. 이 부대는 실제 광복군 부대라기보다 해방이라는 급격한 상황 변화에 따라 광복군이 세불리기 차원에서 부대 명칭을 부여한 것으로, 사실상 일종의 포로수용부대였다. 이들 부대를 관리한 중국쪽 기관이 부로관리처(俘虜管理處)인 것도 이를 증명한다.
이게 박정희가 일제 패망 이전에 광복군 비밀요원이었다는 식으로 기술한 소설 <광복군>(저자 박영만)의 근거로 활용됐다. 그러나 이는 사실이 아니다. 증언자는 이용(李龍), 해방 전엔 이집용(李集龍)이었다. 간도특설대에 대해 제대로 증언한 유일한 사람이었다. 박정희·신현준이 광복군 김학규 장군에게서 “적당한 시기에 일본군을 공격하라”는 명령을 받고 1945년 7월에 베이징에서 다시 철석부대로 돌아오는 등 비밀광복군이었다는 얘기는 거짓말이라는 것이다.
소설광복군에 근거하여 많은 가짜 정보들이 유통되었다. 육군본부가 발간한 '창군전사', 장창국이 출간한 '육사 졸업생'에도 등장한다.
‘만주에 있던 장교들은 그들대로의 지하조직이 있었다. 박정희, 신현준, 이주일 등은 광복군 제3지대의 비밀 광복군으로서 거사 직전에 해방을 맞이했다.’ (육군본부 발간 ‘창군전사’ 265쪽)
창군전사 말고도 박정희를 비밀 광복군으로 묘사한 책은 더 있다. 박정희 정권에서 합참의장, 국회의원을 지낸 장창국(전 합참의장, 작고)씨가 1984년 <육사졸업생>이란 책에서 '광복군 비밀요원설'을 주장하면서 확산되기 시작했다. 당시 장씨는 책에서 "신태양악극단이 '철석부대'로 위문갔을 때 이 악극단의 잡역부로 위장한 비밀광복군 이용기가 박정희와 접촉, 그를 비밀광복군으로 만들었다"고 썼다.
그러나 이는 모두 날조된 것이다. 부대장의 이름을 따 일명 '철석부대'로 불린 이 부대는 1939년 명월구에서 조선인 독립대대로 출발한 부대로 박정희는 이 부대에 간 적이 없다. 철석부대 출신인 박창암(육군 준장 예편, 작고)씨, 송석하(육군 소장 예편, 작고)씨 등은 생전에 "박정희는 철석부대 문전에도 가본 적이 없다"고 증언한 바 있다.
또 '신태양 악극단' 단장을 지낸 작곡가 손목인(작고)씨는 생전에 "더러 군대 위문도 갔지만 철석부대는 들어본 일이 없고, 이용기라는 이름도 기억나지 않는다"고 증언했다. 또 단원이었던 가수 신카나리아씨와 영화배우 황해씨 등도 지난 97년 "이용기라는 이름은 기억에 없다"고 증언한 바 있다.
박정희와 8단에 같이 근무했던 방원철(육군대령 예편, 작고)씨는 "8단 시절 연예인이 부대로 위문온 적이 없었다"며 "박정희는 8단 부임 이후 반벽산(단 본부 소재지)을 떠난 적이 단 한번도 없었다"고 증언했다.
광복군 출신인 장준하는 1967년 대선에 맞추어 나온 소설 <광복군>(저자 박영만)에 격분한다. 박정희 대통령을 비밀광복군으로 둔갑시켰기 때문이었다. 1967년도 당시에 야당 대통령 후보 윤보선을 지지하며 전국을 돌아다니면서 줄기차게 비판한다. 고상만의 ‘중정이 기록한 장준하’ 책에도 그 이야기가 언급돼 있다. ‘지금 현재 일각에서 박정희 후보가 광복군이라고 하면서 써놓은 책이 있는데 이것은 전부 다 거짓말이다. 내가 광복군이기 때문에 정확히 안다. 그는 당시에 만주에서 일본군 장교로 있었다.’ 이같은 언급에 대해서 당시 중앙정보부가 중요상황 보고로 장준하의 발언을 일일이 기록했다.
또 당시 정황을 비교적 잘 아는 김승곤 전 광복회장은 “박영만은 청와대에서 돈을 받을 줄 알고 ‘광복군’을 썼는데, 내용을 훑어본 박 대통령은 ‘내가 어디 광복군이냐. 누가 이 따위 책을 쓰라고 했냐’며 화를 냈고, 결국 박영만은 돈 한푼 못 받고 거창하게 준비한 출판기념회도 치르지 못했다”고 증언했다.
소설 광복군이 출간될 당시 중앙정보부에 근무한 이종찬 전 국회의원의 증언이다. “이건 내가 실제로 겪은 것으로 1967~68년 중앙정보부에 ‘<광복군>(저자 박영만) 책을 모두 거둬들이라’는 지시가 내려왔다. 어렵게 책을 수거해 봤더니 ‘박정희가 광복군 활동을 했다’는 내용이었다. 박 대통령이 그것을 읽고 ‘이런 거짓말을 해선 안된다. 해방 후 김학규 광복군 3지대장이 만주에 있던 한국 국적 군인을 모았다. 그때 잠시 구대장으로 사병을 모아 훈련시킨 적이 있다. 이것은 해방 이후로 내가 장준하나 김준엽처럼 일제때 독립군을 했다는 것은 말이 안된다. 그래서 책을 거두어들이라고 했다’는 것이다.”
박정희가 '해방후 광복군'이기는커녕 길거리를 배회하던 그를 체포해서 국내로 송환했다는 자료도 있다. 김홍신의 홈페이지 '박정희 광복군편입은 허위날조'에 따르면 광복군 출신의 항일투사 이재현(이형진의 부친)은 북평 판사처 주임(광복군 소령/지역 사령관)이었다. 일제가 패망하자 박정희가 속한 만주군 8단이 해체되고 베이징으로 나와 길거리를 배회하던 박정희를 잡아 들여 한국으로 송환한 책임자가 이재현이라고 한다. 당시 북평 판사처의 임무는 재 중국동포와 한국 국적의 일본군들을 본국으로 송환하는 것이 임무였다. 일본군 출신이 너무 많아 군의 편제가 필요하여 신현준 일본군 대위를 대대장으로 이주일과 박정희 일본군 중위를 중대장으로 하여 통솔케 하고 본국으로 송환하였던 것뿐이다. 박정희가 광복군 3지대에 편입되었다는 주장은 틀렸다는 것이다. 이 내용은 전 정보원장인 이종찬 씨가 2004년 8월 26일 중앙일보에 투고한 글에 대한 반박을 위해 쓴 글이었다.

## 수상
- 미국 은성훈장 (1950년 10월)

## 학력
- 만주 봉천군관학교 5기
- 대한민국 육군사관학교 2기
- 대한민국 조선경비보병학교 졸업
- 미국 육군참모대학교 졸업
- 대한민국 국방대학교 행정학사 1기(1956년)

## 같이 보기
- 봉천군관학교
- 인천 상륙 작전
- 김동하
- 김성은

## 참고자료
- 김귀근 (2007년 10월 15일). “신현준 해병대 초대사령관 별세”. 연합뉴스.

- 윤상호 (2007년 10월 15일). “[명복을 빕니다] 신현준 해병대 초대사령관”. 동아일보.

- 인천상륙작전 기념관 - 주요인물

| 전임 손원일 (남조선 해안경비대 총사령관) | 제1대 대한민국 해병대 사령관 1949년 4월 15일 - 1953년 10월 15일 | 후임 김석범 |